# Herbert McMaster

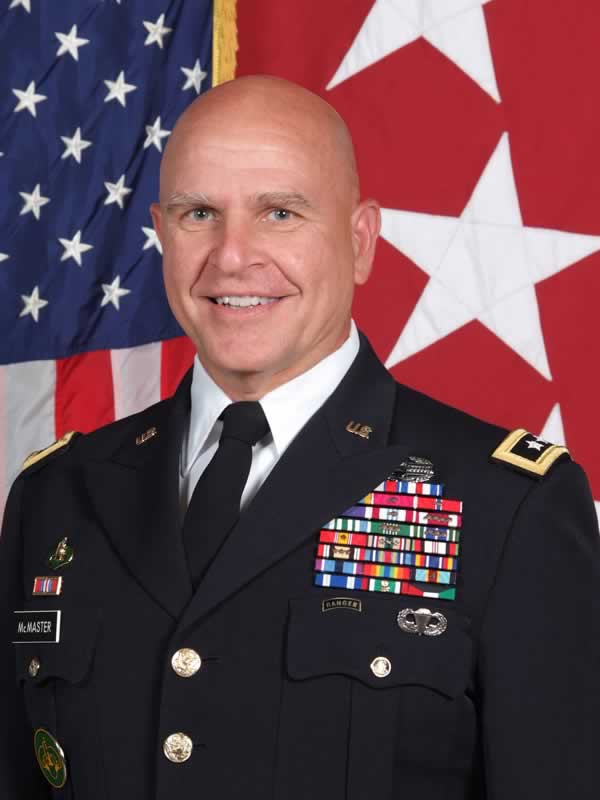
H.R. McMaster

Herbert Raymond McMaster (Philadelphia (Pennsylvania), 24 juli 1962) is een Amerikaanse topmilitair in de rang van luitenant-generaal. Medio februari 2017 werd hij door president Donald Trump aangesteld als de nieuwe Nationaal Veiligheidsadviseur. 
Als zodanig was hij de opvolger van luitenant-generaal Michael Flynn. De president zag zich genoodzaakt Flynn al na enkele weken te ontslaan wegens diens illegale contacten met de Russische ambassadeur en het daarover onwaarachtig rapporteren aan vicepresident Mike Pence.
McMaster doorliep vanaf de middelbare school een militaire opleiding. In 1984 studeerde hij als tweede luitenant af aan de militaire academie te West Point.
Aan de University of North Carolina te Chapel Hill behaalde hij graden in de Amerikaanse Geschiedenis. Zijn these was kritisch ten opzichte van de Amerikaanse strategie in de Vietnamoorlog. Dit werkte hij verder uit in zijn in 1997 verschenen boek Dereliction of Duty. 
Zijn bekendheid dankt hij verder aan zijn professionele inzet in de Golfoorlog, Operatie Enduring Freedom en Operation Iraqi Freedom.
Op 22 maart 2018 maakte president Donald Trump bekend dat Herbert McMaster op 9 april 2018 zal worden vervangen als Nationaal Veiligheidsadviseur door voormalig ambassadeur van de Verenigde Naties John Bolton.

## Post-militaire carrière
In juli 2018 maakte uitgeverij HarperCollins bekend dat ze een contract met McMaster hebben gesloten voor een in 2020 te publiceren boek, getiteld Battlegrounds. In 2019 werd McMaster adviserend bestuurslid van Spirit of America, een organisatie die militair personeel ondersteunt, dat is ingezet.   

## Lectorschap en polemiek
McMaster's boek Dereliction of Duty: Lyndon Johnson, Robert McNamara, the Joint Chiefs of Staff, and the Lies That Led to Vietnam onderzoekt de rol van de militaire top in het beleid tijdens de Vietnamoorlog. Het boek is gebaseerd op zijn proefschrift aan de University of North Carolina.
Het werk bevat scherpe kritiek op hooggeplaatste officieren uit dat tijdperk, betogend dat zij minister Robert McNamara en president Lyndon B. Johnson onvoldoende aanspraken over hun Vietnam-strategie. 
Het boek onderzoekt McNamara's en Johnson’s staf langs de lijn van de Verenigde Chefs van Staven en andere hooggeplaatste officieren en hun onvermogen een plan van aanpak te presenteren om enerzijds de Viet Cong -opstand te beteugelen en anderzijds het Noord-Vietnamese leger definitief te verslaan.
McMaster verklaart ook waarom militaire acties die "oplossen" en "communiceren" nastreefden faalden, als geprobeerd werd spaarzaam gedetailleerde, verwarrende en conflicterende militaire doelen te realiseren. Het boek werd in brede kringen van het Pentagon gelezen en scoorde hoog in militaire leeslijsten.
- Bibsys: 98009026
- Gemeinsame Normdatei: 173439039
- International Standard Name Identifier: 0000 0001 1085 4219
- Library of Congress Control Number: n97002801
- Nationale Bibliotheek van Letland: 000238556
- Nationale Bibliotheek van Tsjechië: xx0303953
- Nationale Bibliotheek van Israël: 987007459685305171
- Nederlandse Thesaurus van Auteursnamen: 168185172
- SNAC: w6x35svv
- Système universitaire de documentation: 058498559
- Virtual International Authority File: 116416531
- WorldCat: E39PBJt8jdQgG9k79wmy3h9bh3